# Challenge-handshake authentication protocol
Challenge Handshake Authentication Protocol (CHAP) slouží k prokazování totožnosti při použití protokolu PPP. Protokol CHAP řeší nedostatky protokolu PAP a je definovaný v RFC 1994.

## Autentizace
Klient i autentizační server sdílí stejný šifrovací klíč symetrické šifry. Autentizace v protokolu CHAP probíhá ve třech krocích.
1. Nejprve je ustanoveno spojení mezi klientem a autentizačním serverem. Následně autentizační server odešle klientovi příkazem Challenge výzvu, obsahující náhodný řetězec.
2. Klient vhodně spojí přijatý náhodný řetězec se sdíleným tajemstvím (šifrovací klíč) a výsledek zašifruje pomocí jednocestné funkce, známé jako hash, např. pomocí algoritmu SHA-2. Výsledek vloží do odpovědi (Response) a odešle autentizačnímu serveru.
3. Autentizační server obdržel zašifrovanou zprávu od klienta. Server zašifruje původní zprávu, kterou odeslal klientovi stejným způsobem, jako to udělal klient, a porovná se zprávou, kterou získal od klienta. Pokud je výsledek shodný, tak dojde k potvrzení autentizace (Success) při neshodě k zamítnutí autentizace (Failure).
4. Pakety Challenge mohou být v průběhu komunikace odesílané kdykoliv v náhodných opakujících intervalech z důvodu ověření klienta (opakují se kroky 1 až 3).

Výhoda protokolu CHAP je oboustranná autentizace, tj. autentizace klienta proti serveru a autentizace serveru proti klientovi.

## Bezpečnost v protokolu CHAP
Proti zneužití a odchycení hesla slouží serveru změna Challenge a narůstající identifikátor v odeslaných paketech. Klient při odesílání odpovědí serveru vkládá do paketu důsledně zkopírované identifikátory, které slouží serveru ke správnému vybrání Challenge pro vlastní výpočet pomocí hashovací funkce.

## CHAP paket
| Název(anglicky) | 1 byte   | 1 byte | 2 byte | 1 byte          | Proměnná          | Proměnná |
| --------------- | -------- | ------ | ------ | --------------- | ----------------- | -------- |
| Challenge       | Code = 1 | ID     | Délka  | Challenge délka | Challenge hodnota | Jméno    |
| Response        | Code = 2 | ID     | Délka  | Response délka  | Response hodnota  | Jméno    |
| Success         | Code = 3 | ID     | Délka  |                 | Zpráva            |          |
| Failure         | Code = 4 | ID     | Délka  |                 | Zpráva            |          |

- Rámec protokolu PPP s vloženým paketem protokolu CHAP (pole má hodnotu C223 (hex))

| Křídlová značka | Adresa | Řídicí pole | Protokol (C223 (hex)) | DATA | Kontrolní součet | Křídlová značka |
| --------------- | ------ | ----------- | --------------------- | ---- | ---------------- | --------------- |